# Алеска Даймънд
Алеска Даймънд (на английски: Aleska Diamond) е артистичен псевдоним на Емеше Шафран (на унгарски: Sáfrány Emese) – унгарска порнографска актриса, еротичен модел, телевизионен водещ, състезателка и инструктор по акробатика.

## Ранен живот
Родена е на 6 август 1988 г. в град Комло, област Бараня, Унгария.
Учи в родния си град Комло, след което се записва в колеж по сценични изкуства в Будапеща. След като завършва образованието си решава, че няма да се върне в малкия си роден град и си търси работа в столицата. Работи на различни места като сервитьорка, разнася листовки, продава сладолед, учител по танци, пилатес инструктор и други.

## Кариера
Дебютира като актриса в порнографската индустрия през 2007 г., когато е на 19-годишна възраст.
През февруари 2013 г. обявява, че спира да прави секс сцени с мъже и ще продължи да снима само с жени, тъй като се чувства психически и физически изтощена след пет години в индустрията, а и е заета с работата си в телевизията и като лице на унгарска марка дрехи.
Изявява се и като водеща на голата прогноза за времето по унгарската телевизия PRO4.
През 2014 г. участва в реалити шоу на унгарската телевизия RTL Klub, снимано в Южна Африка. Същата година започва да се изявява най-напред като фитнес модел, а след това и като професионален състезател и инструктор по акробатика. Тя печели сребърен медал в дисциплината въздушен обръч на Световното първенство по въздушна гимнастика в Рига, Латвия през 2016 г.
През 2015 г. е публикувана автобиографичната ѝ книга, озаглавена Aleska – „Но откъде Емеше“.

## Награди и номинации
Носителка на награди
- 2010: Унгарски порнооскар за най-добра унгарска изпълнителка.[4]
- 2012: AVN награда за чуждестранна изпълнителка на годината.[4][5]
- 2013: AVN награда за чуждестранна изпълнителка на годината.[4][5]
- 2014: AVN награда за най-добра секс сцена в чуждестранна продукция – „Наивните“ (с Анна Полина, Тара Уайт, Ейнджъл Пиаф, Рита, Майк Анджело).[19]

Номинации
- 2011: Номинация за AVN награда за чуждестранна изпълнителка на годината.[4][20]
- 2011: Номинация за Galaxy награда за най-добра изпълнителка.[4]
- 2012: Номинация за XBIZ награда за чуждестранна изпълнителка на годината.[4][21]
- 2012: Номинация за Galaxy награда за най-добра жена изпълнител.[4]
- 2012: Номинация за SHAFTA награда за чуждестранна изпълнителка на годината.[4]
- 2012: Номинация за Orgazmik награда за най-добра изпълнителка.[4]
- 2012: Номинация за Dorcel Vision награда за най-добра международна актриса.
- 2013: Номинация за XBIZ награда за чуждестранна изпълнителка на годината.[4][22]
- 2014: Номинация за XBIZ награда за чуждестранна изпълнителка на годината.[23]